# 安东尼奥·哈索
安东尼奥·哈索（西班牙語：Antonio Jasso，1935年3月11日—2013年6月26日），墨西哥男子足球运动员，司职前锋。他曾代表墨西哥国家队参加1962年国际足联世界杯，结果队伍止步小组赛阶段。